# Reformacja w Polsce

Sytuacja wyznaniowa w I Rzeczypospolitej 1573 (największy rozwój protestantyzmu)

Sytuacja wyznaniowa w I Rzeczypospolitej 1750 (po zwycięstwie kontrreformacji)

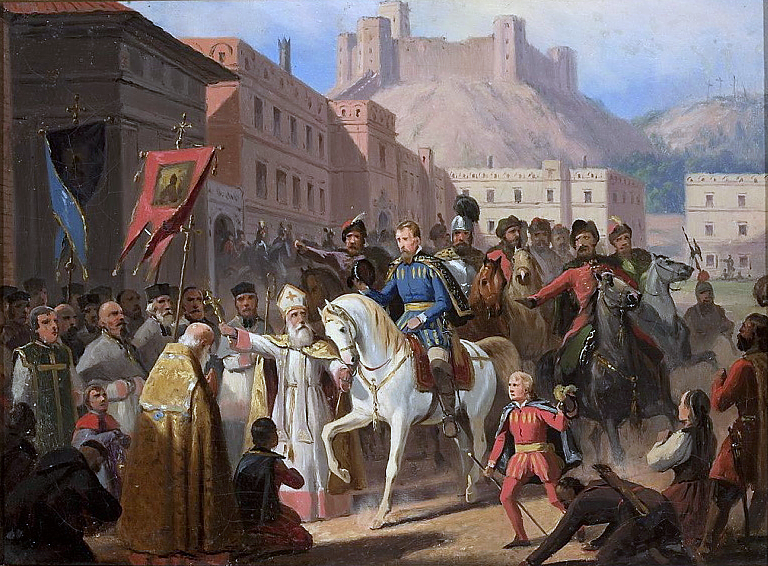
Biskup wileński Paweł Algimunt Holszański wzbrania królowi Zygmuntowi II Augustowi wstępu do zboru protestanckiego w Wilnie, obraz pędzla Januarego Suchodolskiego z 1848 roku

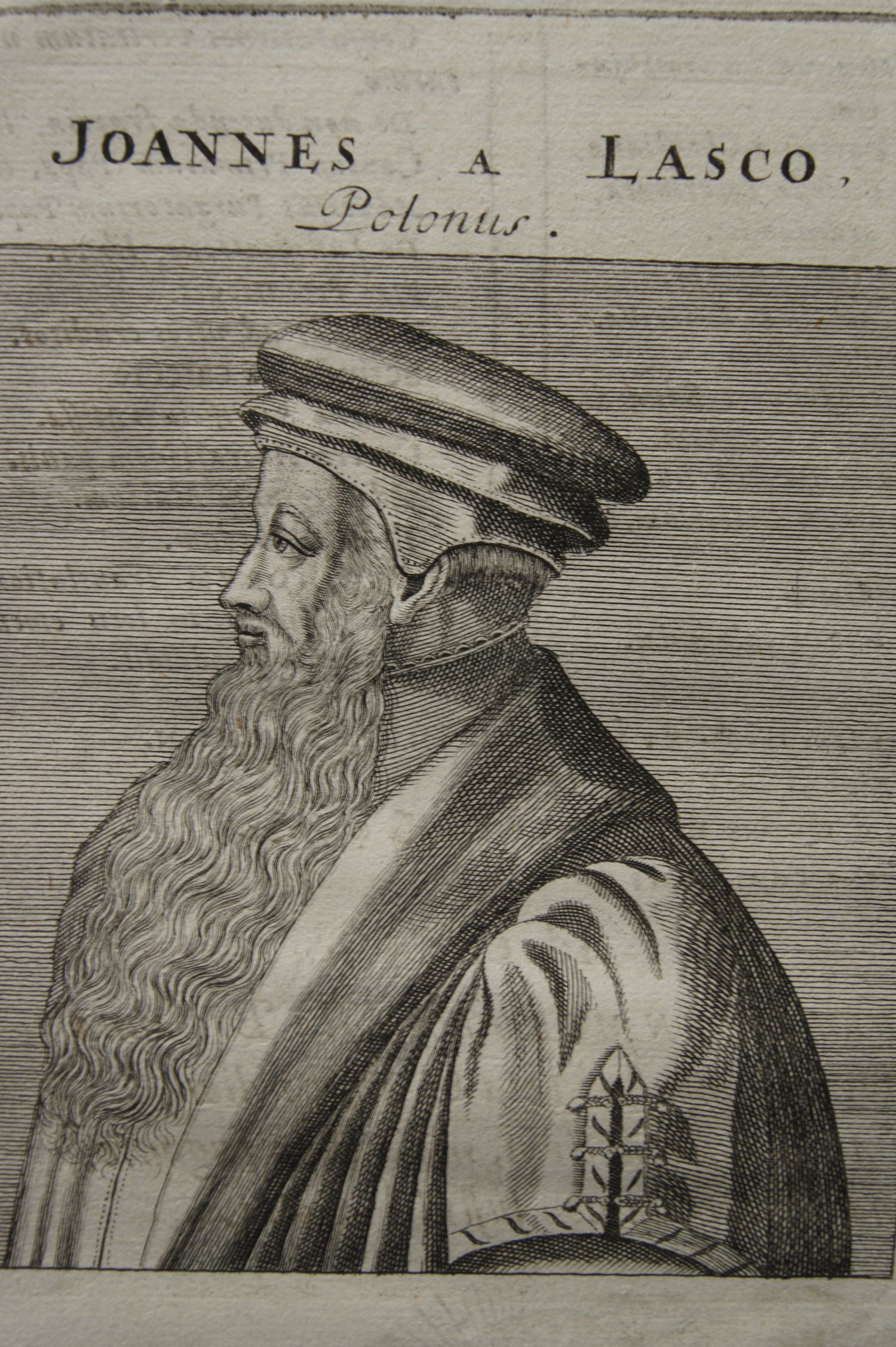
Jan Łaski – założyciel polskiego Kościoła helweckiego (kalwińskiego)

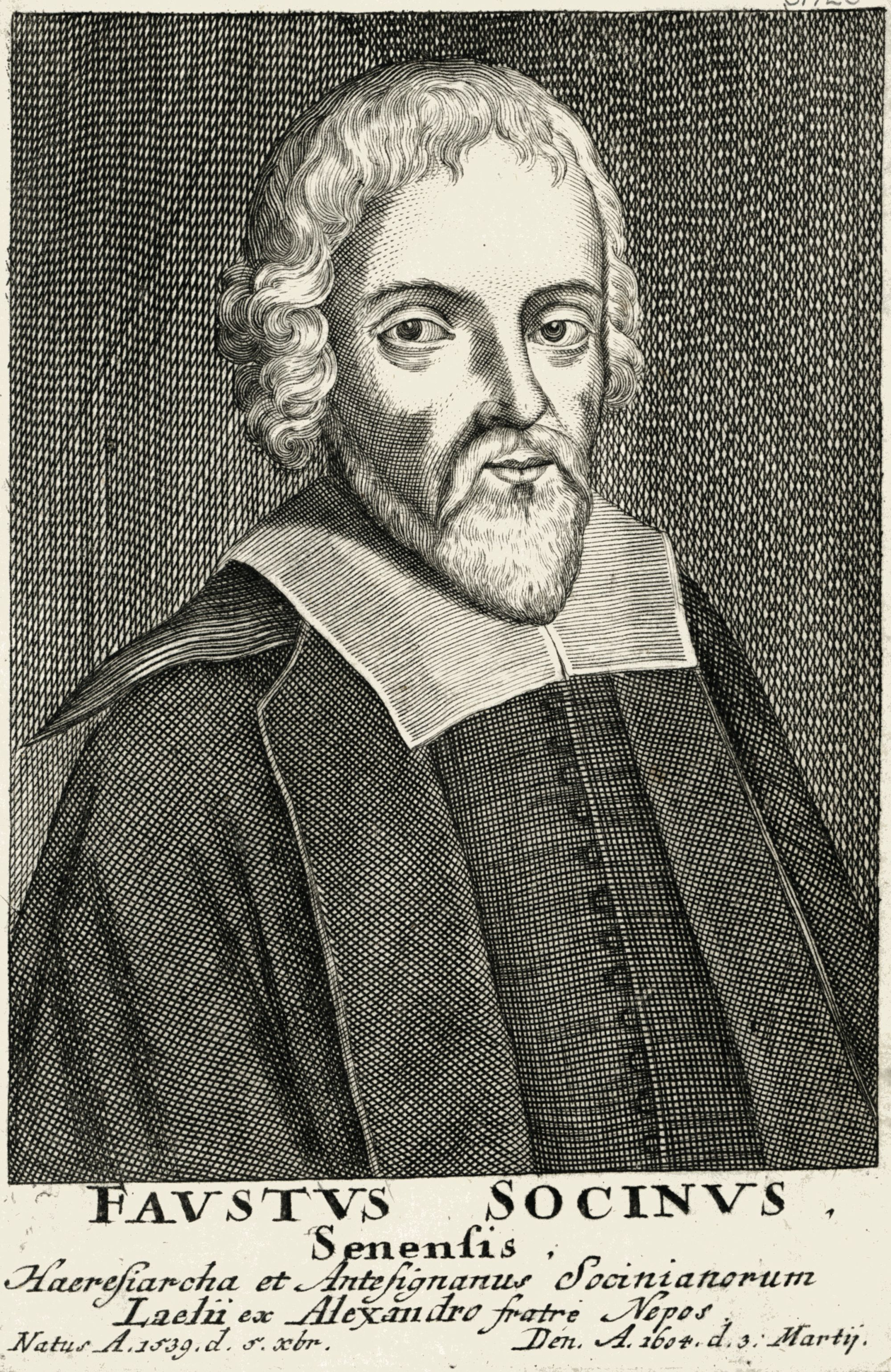
Faust Socyn – wybitny teolog polskiego unitarianizmu

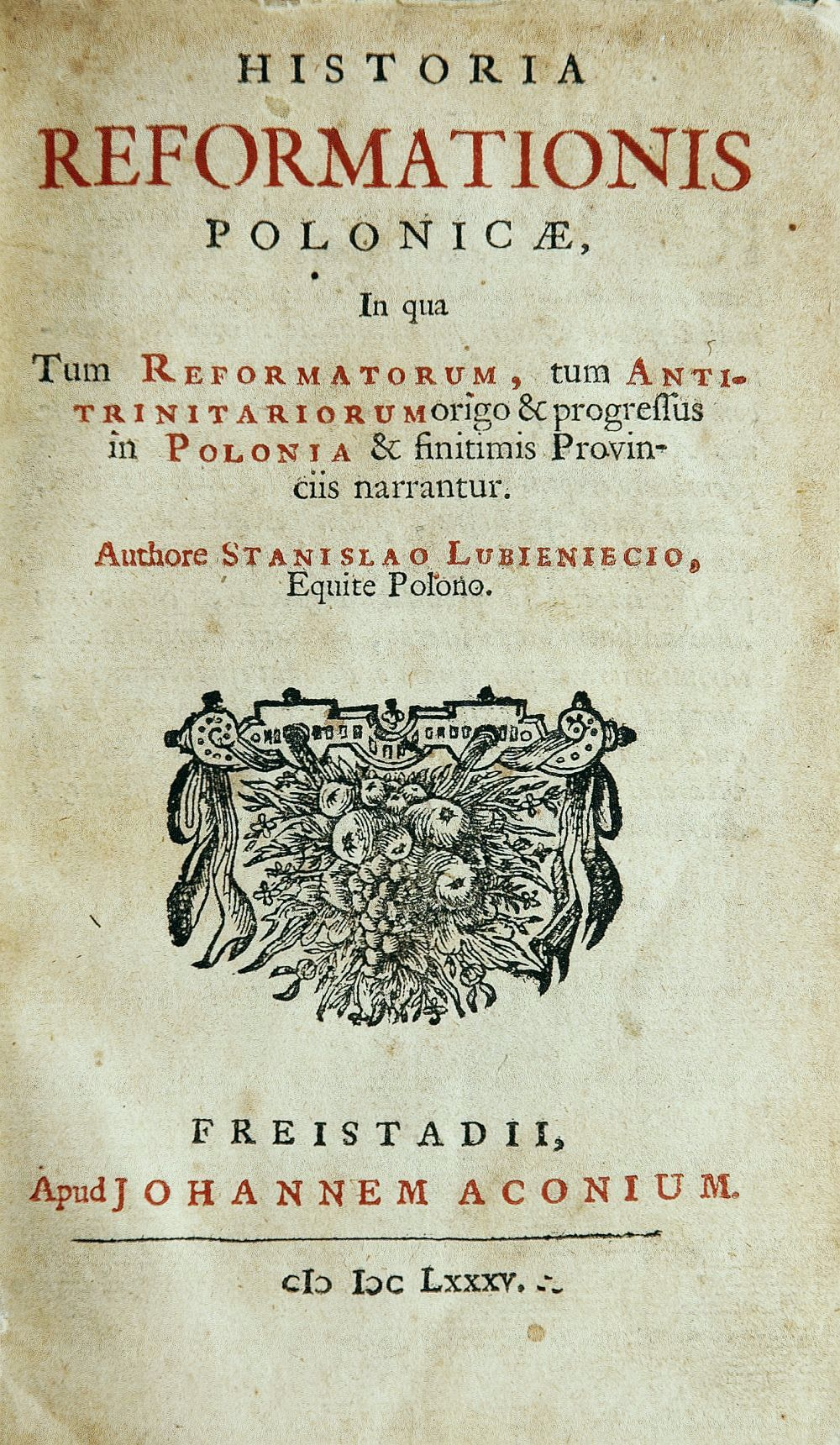
Historia Reformationis Polonicae autorstwa Stanisława Lubienieckiego – jedno z pierwszych i najważniejszych opracowań dziejów reformacji w Polsce – została opublikowana w języku łacińskim w Amsterdamie dopiero dziesięć lat po śmierci autora. Lubieniecki oparł swoje dzieło na materiałach dziś już zaginionych, dlatego jego Historia Reformacji w Polsce – pomimo swojej tendencyjności – stanowi pierwszorzędne źródło historii ruchu braci polskich w Polsce.

Reformacja w Rzeczypospolitej Obojga Narodów była ruchem religijnym i społecznym, postulującym zmiany w polskim Kościele; istniała od lat 20. XVI w. do połowy XVII w., kiedy ostatecznie zwyciężyła kontrreformacja. Polską reformację cechował dynamiczny rozwój od XVI do XVII w., a następnie równie szybki upadek, aż do całkowitej marginalizacji i utraty znaczenia w początkach XVIII w.
Zdaniem niektórych badaczy reformacja w Polsce, w odróżnieniu od innych krajów Europy, gdzie doprowadziła do wzmocnienia władzy monarchicznej, tylko w Rzeczypospolitej naruszyła jednocześnie władzę monarchiczną i kościelną.
Polska reformacja od początku ograniczyła się tylko do wyższych i średnich warstw społecznych, głównie w miastach północnej i zachodniej Polski, na Kielecczyźnie, Lubelszczyźnie i na Żmudzi. Nigdy nie miała większego wpływu na ludność wiejską; wyjątkiem byli tylko mieszkańcy zachodniego pogranicza. W Polsce prawie nie było możnych protektorów, wspierających ten ruch; magnaci traktowali zmianę wyznania jako swoją prywatną sprawę i jako część „złotej wolności szlacheckiej”. Jedynie na Litwie istnieli magnaci tacy jak Mikołaj Radziwiłł Czarny i Jan Kiszka, którzy wspierali finansowo reformację. Sytuacja Kościoła rzymskokatolickiego nigdy nie była poważnie zagrożona.
W Rzeczypospolitej pojawiły się cztery kolejne nurty reformacji: pierwszym był luteranizm, kolejnym – kalwinizm, następnym ruch braci czeskich a ostatnim ruch braci polskich. Reformacja wniosła znaczący wkład w rozwój języka polskiego, kultury i literatury, przyczyniła się do ożywienia nauki i oświaty przez rozwój edukacji i wydawnictw. Jej działaczami było wielu wybitnych pisarzy, teologów i naukowców.

## Historia
W XVI wieku Rzeczpospolita Polska nie była państwem jednolitym etnicznie i religijnie, jednak Kościół rzymskokatolicki miał tu ogromne wpływy. Polska była krajem tolerancyjnym. Ta tolerancja wynikała z sytuacji Rzeczypospolitej jako kraju wielowyznaniowego i wielokulturowego, gdzie od wieków zamieszkiwali m.in. Żydzi i ludność prawosławna. Inną przyczyną była słaba władza królewska i mocna pozycja magnaterii w systemie monarchii elekcyjnej. Nawet królowie, wyjątkowo silnie związani z interesami katolicyzmu, tacy jak Jan Kazimierz (jezuita i kardynał), nie mogli wprowadzić masowych represji przeciwko innowiercom.
Jako pierwszy pojawił się luteranizm – mniej więcej w latach dwudziestych XVI w., który zyskał zwolenników głównie wśród niemieckiej ludności miast Prus Królewskich, Wielkopolski i Śląska. Edykt Zygmunta I Starego z 1523 roku głosił, że każdy, kto by owe dzieła luterskie wprowadzał, sprzedawał, kupował, czytał; albo zasady Lutra głosił, bronił lub pochwalał, aby prócz spalenia samychże książek, on także śmiercią na stosie i konfiskatą dóbr wszystkich ukarany został.
Król Zygmunt I Stary wystąpił przeciw szerzącemu się w zrewoltowanym Gdańsku i innych miastach Prus Królewskich luteranizmowi. W kwietniu 1526 roku przybył do Gdańska na czele wojska. Przeprowadził w tym mieście procesy sądowe i wydawał wyroki. Kaznodzieje luterańscy, którzy nie uciekli z Gdańska zostali skazani na karę śmierci i zabrani do Malborka. 14 przywódców rewolty gdańskiej z Jerzym Wendlandem na czele, zostało ściętych 13 czerwca 1526 roku na Długim Targu. Król ogłosił Statuta Sigismundi, zgodnie z którymi zwolennicy reformacji mieli opuścić miasto w ciągu 14 dni, a księża sprzyjający nowej religii w ciągu 24 godzin. Rozpoczęły się procesy ok. 200 duchownych i zakonników, którym zarzucano złamanie ślubów czystości. Przywrócono nabożeństwa katolickie, a także prywatne msze.
W 1525 roku książę Janusz III zakazał w Księstwie Mazowieckim wyznawania i rozpowszechniania luteranizmu pod groźbą kary utraty życia i majątku. Tenże edykt potwierdził Zygmunt I Stary wraz z innymi prawami mazowieckimi po inkorporacji Mazowsza do prowincji wielkopolskiej Korony Królestwa Polskiego w 1529 roku.
Duże i znaczące ośrodki gospodarcze, jak chociażby Gdańsk, Toruń czy Elbląg, uzyskały od króla Polski Zygmunta II Augusta rozszerzenie przyznanej im wcześniej autonomii również i na sprawy wyznaniowe. W latach późniejszych kalwinizm stawał się coraz popularniejszy wśród polskiej szlachty, tym bardziej że przyznawał świeckim patronom decydujący wpływ na sprawy kościelne.
Za ruchem reformacyjnym (także w jego luterańskiej odmianie) opowiedziała się zaledwie szósta część tego stanu; była to jednak elita szlachecka, kształcona na obcych uniwersytetach i przodująca w walce o egzekucję dóbr i egzekucję praw – ruchu wymierzonego zarówno w magnaterię świecką, jak i duchowną. Elita szlachecka domagała się udziału księży w podatkach na rzecz obrony państwa, zniesienia sądownictwa duchownego nad świeckimi, likwidacji dziesięcin. Sukcesy ruchów reformacyjnych w Polsce zbiegły się z rozwojem przywilejów szlachty, do których zaczęto zaliczać także prawo wyznawania przez nią dowolnie obranej religii. Ostateczną jego akceptację uzyskano w akcie konfederacji warszawskiej w roku 1573.
Usiłowania zmierzające do pozyskania wiernych przyczyniły się do rozwoju piśmiennictwa polskiego. Najwcześniejszym ośrodkiem wydawniczym był Królewiec w Prusach Książęcych. Tutaj ukazał się w 1530 r. przetłumaczony na język polski katechizm Lutra, w dwa lata później jego Katechizm większy, a w latach 1561–1562 dokonano tłumaczenia na polski niektórych pism Lutra. Tylko w XVI wieku wydano 16 różnych katechizmów w języku polskim. Oprócz katechizmów drukowano Pieśni duchowne i pobożne, które wydawano kilka razy od 1547 r. Wydany w 1578 r. Kancjonał (łac. cantio. cantinom „śpiew, pieśń”, kancjonał zbiór śpiewów relig.) autorstwa Piotra Artomiusa doczekał się do 1728 r. 12 wydań. Innym rodzajem wydawniczym były Postylle (postylla dawn. (zbiór) komentarz(y) do Biblii, Ewangelii, objaśnienie perykopy), wydawane od 1557 r. Poważnym osiągnięciem protestantów było wydanie Biblii brzeskiej w 1563 r.
Pod osłoną szlacheckich oraz magnackich protektorów powstawały protestanckie szkoły, zbory i drukarnie. W 1554 odbył się w Słomnikach pierwszy synod Kościoła kalwińskiego. Niemniej środowisko protestanckie nie zostało zjednoczone, podobnie jak miało to miejsce w krajach Europy Zachodniej. Spośród innych odłamów protestantyzmu w Polsce pojawili się anabaptyści – zwani ówcześnie menonitami, a po 1548 w Wielkopolsce zaczęli osiadać wypędzeni z ojczyzny bracia czescy.
Na tle konfliktów dogmatycznych i społecznych doszło w latach 1562–1565 do rozłamu wśród zwolenników kalwinizmu. Pod wpływem ideologii włoskich unitarian, głównie Fausta Socyna, powstał Kościół braci polskich (przez przeciwników zwani „arianami”), za którymi opowiedziała się znaczna część intelektualnej elity protestantyzmu. Wykluczenie polskich unitarian ze zgody sandomierskiej zawartej w 1570 roku, uchwalonej przez kalwinistów oraz braci czeskich, a naśladowanej w innych krajach protestanckiej Europy, osłabiło pozycję polskiej reformacji oraz podkopało szanse stworzenia Kościoła narodowego. Protestantyzm spotkał się z całkowitą niemal obojętnością wśród ludności wiejskiej, zyskał zaś zwolenników w takich miastach Polski jak Kraków, czy Poznań.
Na przełomie XVI i XVII w. doszło w nich jednak do stopniowej likwidacji zborów różnowierców; towarzyszyły temu napady na sklepy, mieszkania, a nawet pogromy ludzi wyznających odmienne religie. Pogromy wyznaniowe, dokonywane z aprobatą i z inicjatywy kleru katolickiego, przebiegały przy całkowitej niemal bierności władz świeckich. Do takiego pogromu doszło 10 lipca 1591 w Wilnie, gdzie motłoch katolicki spalił kościół, dom, przytułek i szkołę ewangelików reformowanych. W tymże Wilnie w 1639 roku doszło do kolejnych zamieszek na tle religijnym. Ich ofiarą ponownie padli kalwini, którzy zostali zmuszeni do opuszczenia miasta, a ich zbór na ulicy Świętomichalskiej został zburzony.
Zawirowania i prześladowania religijne w Polsce wynikły m.in. z nieuchwalenia przez sejm, w którym przeważać zaczęli katolicy, przepisów wykonawczych do postanowień konfederacji warszawskiej, a jej najbardziej zdecydowanym przeciwnikiem był Zygmunt III Waza, pozostający pod silnym wpływem jezuitów, z Piotrem Skargą na czele. Dopiero po potopie szwedzkim, gdy Rzeczpospolita z trudnością uniknęła podziału między niekatolickich sąsiadów, Kościołowi udało się prawnie i faktycznie przekreślić postanowienia konfederacji warszawskiej. W 1658 sejm skazał braci polskich na banicję – ci uciekli głównie do Holandii, gdzie znajduje się ich słynna Bibliotheca Fratrum Polonorum, a w 1668 zabronił, pod karą śmierci, odstępstwa od katolicyzmu.

## Wpływy reformacji
Powstałe po 1517 prądy protestantyzmu (przede wszystkim luteranizm i kalwinizm), na gruncie polskim najwcześniej zyskały zwolenników w miastach Prus Królewskich. Zamieszkujące je mieszczaństwo pochodzenia niemieckiego, powiązane siecią wielorakich powiązań ze swoimi zachodnimi kontrahentami stosunkowo szybko przyjmowało naukę Marcina Lutra. W Gdańsku w 1525 wybuchł antykatolicki tumult luterańskiego pospólstwa i plebsu, stłumiony dopiero w wyniku zbrojnej interwencji Zygmunta I Starego. W 1525 przestało istnieć państwo zakonu krzyżackiego w Prusach, którego władca Albrecht Hohenzollern przyjął wyznanie luterańskie i stał się świeckim lennikiem Korony Królestwa Polskiego.
Reformacja, mimo nasilenia niepokojów społecznych w Rzeczypospolitej, nie skutkowała osłabieniem państwa. Wręcz przeciwnie, mocarstwowa Rzeczpospolita Jagiellonów nie obawiała się wpływów protestantyzmu i życzliwie przyjmowała cudzoziemców-innowierców. Osłabienie Rzeczypospolitej nastąpiło dopiero w połowie XVII w., gdy reformacja przestała być liczącym się nurtem w życiu kraju. W opinii J. Tazbira nasilenie kontrreformacji i wrogości wobec „herezji” wiązało się w Rzeczypospolitej z rosnącym zagrożeniem państwa z zewnątrz.

### Wpływy reformacji w kulturze
Trwałą spuścizną polskiej reformacji jest powstanie bogatej literatury, głównie religijnej w języku polskim, co skutkowało rozwinięciem i rozpowszechnieniem języka literackiego. Powstały wówczas takie znaczące dzieła jak polskie tłumaczenie Biblii brzeskiej (jedno z pierwszych na świecie tłumaczeń Biblii na język narodowy), rozwinęła się literatura polityczna i polemiczna (taką literaturę tworzyli m.in. Marcin Czechowic, Andrzej Frycz Modrzewski i Szymon Budny). Protestantami było wielu pionierów polskiej literatury, m.in. ojciec literatury polskiej Mikołaj Rej.
Reformacja ożywiła ruch wydawniczy – w XVI w. działało 20 drukarni innowierczych i przyczyniła się do rozwoju szkolnictwa, głównie średniego: powstały luterańskie gimnazja w Toruniu i Gdańsku i kalwińskie w Pińczowie, a także akademie – braci czeskich w Lesznie i braci polskich w Rakowie. Te placówki oświatowe były znane z wysokiego poziomu nauczania.
Kolejnym skutkiem reformacji było ożywienie i wzbogacenie piśmiennictwa katolickiego, kontrreformacyjnego, które musiało skutecznie konkurować z literaturą protestancką. Dopiero po całkowitym zwycięstwie kontrreformacji w połowie XVII w. nastąpiło wyraźne obniżenie poziomu literatury i kultury polskiej, które trwało aż do epoki oświecenia.
Wyjątkowym zjawiskiem była działalność braci polskich, których dzieła, głównie książki o tematyce filozoficznej i społecznej (autorzy: Hieronim Moskorzowski, Faust Socyn, Andrzej Wiszowaty, Piotr Stoiński (młodszy) i inni) postulujące racjonalizm i tolerancję religijną, wywarły duży wpływ na inne kraje europejskie (m.in. na filozofię Johna Locke), a nawet na Stany Zjednoczone (Katechizm Rakowski braci polskich inspirował Konstytucję Stanów Zjednoczonych w kwestiach neutralności światopoglądowej państwa oraz rozdziału państwa od Kościoła).

## Współpraca protestantów i katolików na przełomie XVI i XVII w.
W 1590 r. ukazała się o wydźwięku antyjezuickim Szlachcica polskiego przeciw jezuitom mowa, napisana prawdopodobnie przez profesorów Akademii Krakowskiej i braci polskich. Katolicy często drukowali książki w typografiach różnowierczych. W Rakowie drukowano utwory Klonowica i B. Paprockiego, a w Lesznie Satyry K. Opalińskiego i poety S. Twardowskiego. W Lesznie za czasów J.A. Komeńskiego uczyło się wiele młodzieży katolickiej, tak jak w kolegiach jezuickich studiowała młodzież prawosławna i protestancka.
Po stronie katolickiej można wyliczyć nie tylko pisarzy, którzy zwalczali konfederację warszawską, ale też takich, którzy jej bronili na równi z protestantami. Do takich należał pisarz katolicki Mikołaj Kossobudzki, który we wstępie do Psalmi 68 explanatio (1575) mówił, że różnic wyznaniowych nie można likwidować „przez ogień i miecz”, lecz jedynie przez „nauczanie ludzi i gorliwą pracę duszpasterską”. Na podobnym stanowisku stanął pisarz szlachecki Hieronim Baliński (1600), chociaż wyjął od tej zasady braci polskich. W wielu wypadkach zakonnicy (franciszkanie w Wilnie – 1614), a nawet biskupi (P. Tylicki – 1516) brali w obronę pokrzywdzonych protestantów. Protestanci zaś w miarę jak narastało ich zagrożenie ze strony katolików wysuwali coraz szersze postulaty tolerancji religijnej.

## Kalendarium polskiej reformacji
| Rok                              | Wydarzenie |
| -------------------------------- | --- |
| lata 20. XVI w.                  | Luteranizm znajduje zwolenników głównie wśród mieszczaństwa w miastach Prus Królewskich oraz na pograniczu wielkopolskim. |
| 3 maja oraz 24 lub 26 lipca 1520 | Zygmunt I Stary wydał edykty toruńskie, zakazuje upowszechnianie pism Lutra na terenie Królestwa Polskiego. |
| 1525–1526                        | W Gdańsku luteranizm zostaje oficjalną religią, lecz wkrótce miasto jest spacyfikowane przez króla Zygmunta Starego, który wprowadza zakaz odstępstwa od katolicyzmu pod karą śmierci.                                                                                |
| ok. 1540                         | Kalwinizm dociera na ziemie polskie. |
| 1550                             | Pierwsze w Polsce nabożeństwo kalwińskie (w Pińczowie). |
| 1552                             | Szymon Zacjusz wprowadza kalwinizm na Litwie. |
| 1516–1550                        | Do miast wielkopolskich (głównie do Leszna) przybywają bracia czescy, uciekający przed prześladowaniami. |
| 1554                             | Pierwszy polski synod protestancki w Słomnikach pod Krakowem. |
| 1555                             | Synod w Koźminku uchwala krótkotrwałą unię między polskimi kalwinistami i braćmi czeskimi. |
| 1556                             | Do Polski powraca Jan Łaski i organizuje polski Kościół ewangelicko-reformowany. |
| 1560                             | Protestancki Synod w Książu potępia unitarianizm. |
| 1562                             | Z kalwinizmu wyłania się ruch braci polskich. |
| 1563                             | Wydanie kalwińskiej Biblii brzeskiej. |
| 1570–1572                        | Wydanie Biblii nieświeskiej braci polskich. |
| 1570                             | Zgoda sandomierska – polscy luteranie, kalwiniści i bracia czescy zawierają porozumienie w celu obrony przed kontrreformacją. |
| 1573                             | Konfederacja warszawska daje innowiercom gwarancję tolerancji religijnej. Te przywileje potwierdzają artykuły henrykowskie. |
| 1595                             | Rozłam między polskimi luteranami i kalwinistami. |
| 1599                             | Protestanci i prawosławni zawiązali konfederację wileńską. |
| XVII w.                          | Zygmunt III Waza przestaje respektować postanowienia konfederacji warszawskiej i nasila kontrreformację. Pod koniec tego stulecia w Rzeczypospolitej zanikają ostatnie tajne wspólnoty braci polskich. Protestantyzm przestaje być liczącym się nurtem w życiu kraju. |
| 1632                             | Wydanie kalwińskiej Biblii gdańskiej w drukarni luterańskiej. |
| 1638                             | Sejm nakazuje zamknięcie wszystkich instytucji braci polskich w Rakowie, w tym Akademii Rakowskiej. |
| 1654                             | 6 kwietnia tego roku król Jan Kazimierz podpisuje dekret, nakazujący wygnanie z Rzeczypospolitej wszystkich cudzoziemców-innowierców. |
| 1656                             | Spalenie protestanckiego Leszna w odwecie za sprzyjanie najeźdźcy podczas Potopu. Protestanci masowo opuszczają Rzeczpospolitą. Kalwinizm zanika na wschodnich terenach kraju.                                                                                        |
| 1658                             | Sejm skazuje braci polskich na wygnanie z Rzeczypospolitej w ciągu trzech lat. Jeśli w tym terminie nie opuszczą kraju mają być karani śmiercią |
| 1668                             | Sejm wprowadza zakaz odstępstwa od katolicyzmu pod karą śmierci. |
| 1678                             | Kalwiniści i luteranie zawierają w Lesznie porozumienie zwane Amica complanatio. |
| 1717                             | Sejm niemy oficjalnie zakazuje wybierania protestantów jako posłów na Sejm. |
| 1718                             | Wykluczenie kalwińskiego posła Andrzeja Kromno Piotrowskiego z Sejmu. |

## Wybitni działacze polskiej reformacji

### Luteranie
- Jakub z Iłży
- Krzysztof Hegendorfer
- Jan Seklucjan
- Stanisław Rafajłowicz
- Abraham Kulwieć
- Erazm Gliczner
- Samuel Dambrowski

### Kalwiniści
- Cyprian Bazylik
- Wacław z Szamotuł
- Jakub Lubelczyk
- Jan Łaski
- Grzegorz Orszak
- Mikołaj Rej
- Francesco Stancaro
- Andrzej Trzecieski
- Szymon Zacjusz

### Bracia polscy
- Piotr z Goniądza
- Grzegorz Paweł z Brzezin
- Faust Socyn
- Jonasz Szlichtyng
- Stanisław Lubieniecki
- Jan Crell
- Jan Ludwik Wolzogen
- Piotr Morzkowski
- Piotr Stoiński
- Hieronim Moskorzowski
- Walenty Smalc
- Andrzej Wiszowaty
- Jan Völkel
- Szymon Budny